# 존 바에즈
조안 챈도스 바에즈(Joan Chandos Baez, 1941년 1월 9일 ~ )는 미국의 가수이며, 인권 운동가이며 반전 평화 운동가이다.
바에즈의 성 Baez의 올바른 발음은 바이즈(/baɪz/)이지만 한국어 뿐만 아니라 영어에서도 오랫 동안 바에즈로 불려왔다. 바에즈는 언론 인터뷰에서 크게 신경 쓰지 않는다는 입장을 보였다.
바에즈의 포크 음악 가운데 상당수가 사회 정의를 촉구하는 인권, 평화를 주제로 하고 있다. 20세 무렵 가수 활동을 시작하여 60년 이상 활동하고 있으며 주로 영어와 스페인어로 노래하지만 그 외에도 6개의 언어로 노래를 불렀다. 바에즈는 일반적으로 포크 가수로 알려져 있지만 1960년대 반문화 운동 이후 포크 록, 팝 음악, 컨트리 음악, 복음성가 등의 여러 장르를 넘나들었다. 첫 앨범은 1960년에 취입하였고 즉각 대중적인 호응을 얻었다. 초기 세 앨범 《Joan Baez》, 《Joan Baez, Vol. 2》, 《Joan Baez in Concert》는 모두 골든 레코드를 기록하였다. 존 바에즈는 스스로도 곡을 작곡하였지만 다른 작곡가와 함께 작업을 하기도 하였다. 바에즈가 함께 녹음한 음악가로는 올맨 브라더스 밴드, 비틀즈, 잭슨 브라운, 레너드 코언, 우디 거스리, 비올레타 파라, 롤링 스톤스, 피트 시거, 폴 사이먼, 스티비 원더, 밥 말리를 비롯하여 수 없이 많다. 바에즈는 1960년대 밥 딜런의 노래를 녹음한 대표적인 가수이기도 하였다. 바에즈는 활동 초기부터 국제적인 명성을 얻었다. 후기 앨범에서는 라이언 애덤스, 조시 리터, 스티브 얼, 나탈리 머천트와 같은 70년대생 가수들과 작업하였다.
바에즈의 가장 널리 알려진 대표곡은 〈Diamonds & Rust〉이다. 커버 곡으로는 필 오크스의 〈There but for Fortune〉, 더 밴드의 〈The Night They Drove Old Dixie Down〉이 인기를 얻었다. 바에즈는 밥 딜런의 〈Farewell, Angelina〉, 〈Love Is Just a Four-Letter Word〉, 〈Forever Young〉 등을 불렀고, 엔니오 모리코네와 함께 〈Here's to You〉를 불렀다. 복음성가로는 〈We Shall Overcome〉이 유명하다. 1969년 우드스톡 페스티벌에 참여하여 14 곡을 불렀다. 바에즈는 활동 초기부터 인권, 비폭력, 시민권, 반전, 환경 등의 활동에 적극적이었다. 1960년대 미국 민권운동의 대표 곡 가운데 하나였던〈We Shall Overcome〉은 한국에서도 〈우리 승리하리라〉로 번안되어 민주화 운동에서 많이 불렸다.
2017년 4월 7일 로큰롤 명예의 전당에 이름을 올렸다.

## 경력

### 성장과정
1941년 1월 9일 뉴욕의 스태튼아일랜드에서 멕시코 출신의 앨버트 비니시오 바에즈(Albert Vinicio Baez)와 스코틀랜드 출신의 조안 브리지 바에즈(Joan Bridge Baez)의 세 딸 중 둘째 딸로 태어났다.
그의 아버지는 핵무기 제조에 반대하는 물리학자였으며 어머니는 희곡작가였다. 나중에 바에즈가 인종차별을 반대하고 반전평화운동가로서 활동하게 된 데에는 반핵물리학자였던 멕시코계 아버지를 둔 가정적 환경이 컸다고 할 수 있다.

### 음악계 데뷔
아버지의 직장 때문에 캘리포니아(California)에서 고등학교(Palo Alto High School)를 다닌 바에즈는 음악에 심취하여 졸업 무렵에는 자신의 노래를 녹음하여 음반회사에 보내기도 하였다. 1958년 아버지의 새로운 직장 때문에 매사추세츠로 이주한 그는 보스턴 대학교(Boston University)에 진학하지만 직업적인 가수활동을 하기 위하여 곧 중퇴하였다.
1959년 캠브리지(Cambridge)의 포크음악클럽인 클럽 47(Club 47)에서 정식으로 노래하기 시작한 바에즈는 뉴포트 포크 페스티벌(The Newport Folk Festival)을 통하여 대중에게 알려지게 되었으며 1960년 포크 전문 레이블인 뱅가드(Vanguard Recording Society)와 장기계약을 맺고 음반들을 발매하였다.

### 반전운동

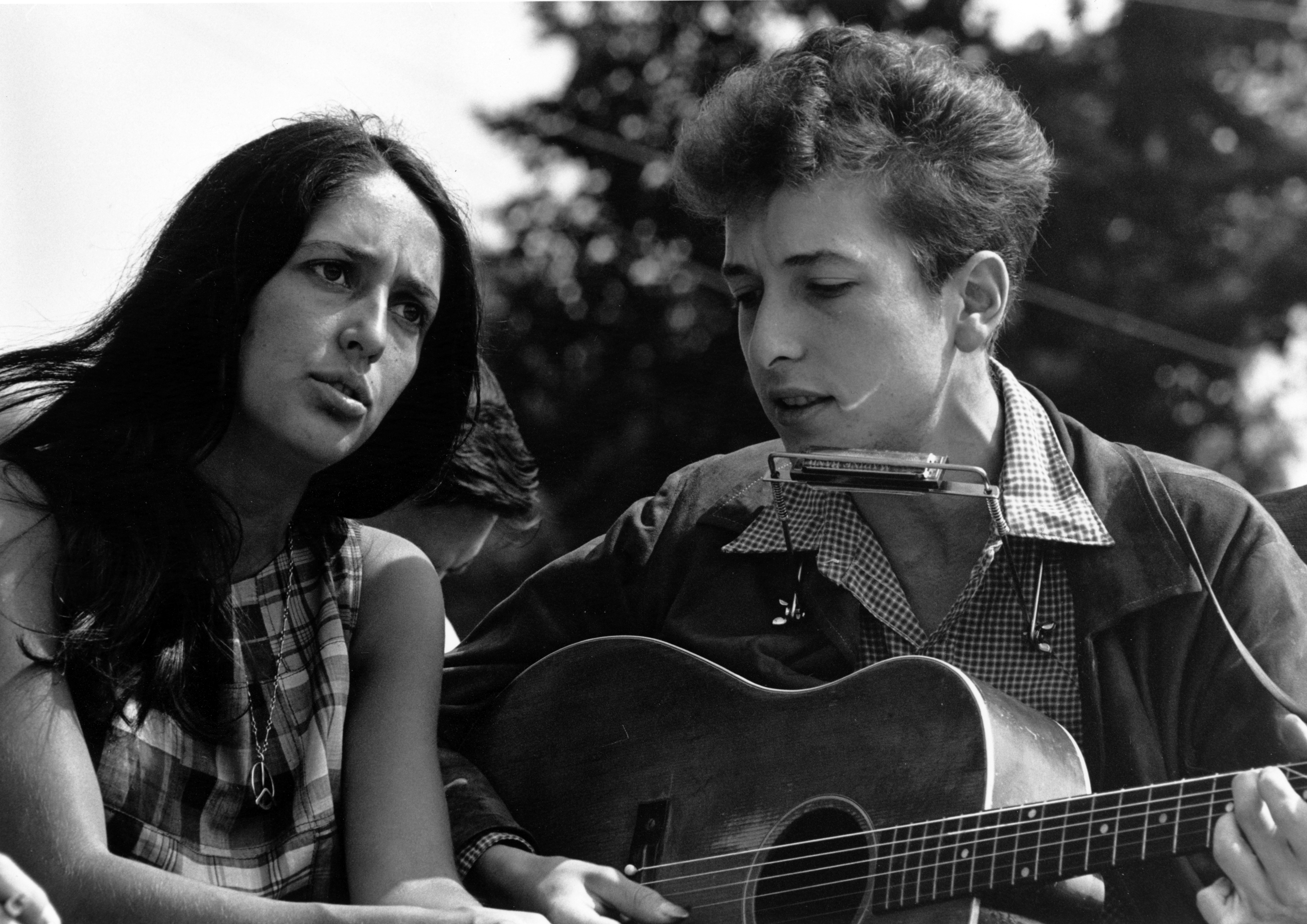
밥 딜런과 함께

바에즈는 1961년 뉴욕에서 밥 딜런을 만나 함께 전국순회공연을 하며 흑인들의 인권 향상을 위한 인종차별 철폐운동에 앞장서고 월남 반전평화운동에 적극적으로 활동했다. 국내외에서 펼친 음악활동만큼 반전운동도 맹렬했던 그는 직접 반전시위에 가담하여 체포당하기도 하였다. 1968년 3월 26일 반전운동가인 데이비드 해리스(David Harris)와 결혼한 바에즈는 해리스가 비폭력주의를 실천하기 위해 양심적 병역거부로 투옥되자 우드스탁 축제(The Woodstock Festival)에 참여하는 등 반전운동에 더욱 열중하게 되었다.

### 작품활동
베트남 전쟁이 끝나가면서 바에즈의 활동도 변화되어 전통 포크의 모습에서 새로운 음악스타일로 옮겨가게 되었다. 그의 최대 명곡인 〈Diamond & Rust〉는 새로운 음반사 A&M를 통하여 1975년 4월에 발매되었다. 전문적인 음악교육을 받지 못하고, 대학마저 중퇴했지만 실력으로 평생 큰 업적을 이루었다. 바에즈는 8장의 골드앨범과 1장의 골드싱글을 기록하였다. 그래미상 후보에 6번 선정되었으며 2007년 그래미 평생공로상(Lifetime Achievement Award)을 수상하였다. 인권과 평화운동의 공로로 2개 대학교로부터 명예박사학위를 수여 받았고 2개 주로부터 존 바에즈의 날(Joan Baez Day)을 지정받는 명예를 얻었다.

## 골드 앨범 및 골드 싱글
골드 앨범
- 《Joan Baez》 (1960년)
- 《Joan Baez, Volume Two》 (1961년)
- 《Joan Baez In Concert》 (1962년)
- 《Any Day Now》 (1968년)
- 《Woodstock》
- 《Blessed Are...》 (1971년)
- 《Diamonds & Rust》 (1975년)
- 《Live Europe '83》 (1984년)

골드 싱글
- 《The Night They Drove Old Dixie Down》 (1971년)

## 작품 목록
- 포크의 여왕, 조안 바에즈